# Пилето
 Тази статия е за книгата.  За филма вижте Пилето (филм).  
„Пилето“ (на английски: Birdy) е дебютният роман на Уилям Уортън, който писателят публикува след 50-ата си година. Романът бързо печели одобрението на публиката и критиците, като печели наградата на САЩ за „Дебютна книга“. „Пилето“ е също така финалист за наградата Пулицър, където губи за сметка на „Песента на екзекутора“ на Норман Мейлър.
Романът „Пилето“ е адаптиран за филм със същото име – Пилето, от режисьора Алън Паркър, с участието на Матю Модайн и Никълъс Кейдж.
Романът „Пилето“ е издаден на български език през 1981 г. в превод от Тодор Вълчев.